# Практична жена (ТВ емисија)
Практична жена је српска телевизијска емисија коју је створила Наташа Павловић. Премијера је емитована 7. марта 2016.
У сарадњи са онлајн продавницом Shoppster, на веб-сајту продавнице се могу пронаћи производи из линије емисије Практична жена, који су направљени у сарадњи са Наташом Павловић.

## Формат
Емисија Практична жена доноси топлину и једноставан приступ животу кроз кухињу и укусна јела, забаву, госте изненађења, као и низ практичних савета о лепоти, здрављу, породици и кући. За лакшу и лепшу свакодневницу, тим практичних жена нуди брза и ефектна решења за целу породицу и оригиналне савете намењене женама, али и мушкарцима.
Било да тражите модну инспирацију или практично решење из кухиње, желите да вежбате или се играте са вашом децом, емисија открива ствари које се могу лако урадити уз минимум трошкова и времена. Пролази кроз најневероватније трансформације и испробава последње модне трендове.

## Преглед емисије
| Сезона | Бр. епизода      | Почетак емитовања   | Крај емитовања |
| ------ | ---------------- | ------------------- | -------------- |
| 1      | 70 (1-70)        | 7. март 2016.       | 10. јун 2016.  |
| 2      | 195 (71-265)     | 19. септембар 2016. | 16. јун 2017.  |
| 3      | 165 (266-430)    | 6. новембар 2017.   | 15. јун 2018.  |
| 4      | 200 (431-630)    | 17. септембар 2018. | 21. јун 2019.  |
| 5      | 200 (631-830)    | 16. септембар 2019. | 19. јун 2020.  |
| 6      | 206 (831-1036)   | 7. септембар 2020.  | 21. јун 2021.  |
| 7      | 205 (1037-1241)  | 13. септембар 2021. | 27. јун 2022.  |
| 8      | 100+ (1242-1423) | 7. новембар 2022.   | јун 2023.      |
| 9      | 100+ (1424-1634) | септембар 2023.     | јун 2024.      |
| 10     | 100+ (1635-?)    | септембар 2024.     | јун 2025.      |